# ナーダ・ヨーガ
ナーダ・ヨーガは古代インドの哲学的構造であり、同時に医学やヨーガの形式でもある。この構造の理論的・実践的要素の基礎は「全ての宇宙とそこに在る人間を含む全てのものは、ナーダと呼ばれる音の振動から成り立つ」という前提の上にある。この概念は宇宙を形作る物質や粒子よりも音のエネルギーを重視する事を意味する。
ナーダ・ヨーガは音への崇敬と反応の方法でもある。この文脈での音と音楽は、感覚的なものや喜びの感覚を与えるものというだけでなく、内外両宇宙との深い統合の潜在的媒体でもある。
ナーダ・ヨーガの音の振動と余韻は様々な物理的・精神的苦痛の緩和にも用いられる。チャクラと呼ばれるエネルギーの中心と見做されるものへの気付きの度合いを高めるのにも用いられる。
音楽は殆どのインドの聖者や預言者が涅槃に達する為の重要で力強い道具として用いている。ここでいう聖者や預言者は、シャガラジャ、カビール、ミーラ、ナムデヴ、プランダラ・ダーサ、ツカラムを含む。

## 概要
ナーダ・ヨーガの仕組みは音楽を2種類に分類する。内部の音楽の「アナハタ」と外部の音楽の「アハタ」である。外部の音楽は感覚器官、即ち耳を通して意識に伝わり、機械的エネルギーが電気化学的エネルギーに変換された後に音の感覚として脳に届く。内部の音楽であるアナハタは通常の感覚器官を通しては伝わらない。
アナハタの概念は個々の音の振動によって変化し、個人にとても近い為に他人とアナハタを共有する事は出来ないと考えられている。言い換えると、この内部の音は聖なるもので一度修行者のチャクラに届けば、究極的には体を聖なる宇宙と統合する事が出来る。
ナーダ・ヨーガによると連続音と精神統一、呼吸制御によって、個人で自身のアナハタ(内部音)を聴く事が出来、9つの異なる形を取り得るとされる。瞑想の補助としてこの内部音に集中する事は心を制御するのにとても役立ち、明確に認識出来るようになると、外の生活でも同様に自分を落ち着かせるのに使える。段々全ての事象が実際の創造を通して永遠に経験出来る。
ナーダ・ヨーガでは主要な呼吸音は「アハム」であり、「ア・ハ・ム」のようにそれぞれ発音される。発音されたそれぞれの音の響きは、ヨーガ行者が自身を休ませる時である。
今ではナーダ・ヨーガは、蜂を模した音を用いて「体の炎を目覚めさせる(ジャーサラ)(ティマルシナ212)」事で、人体の不均衡に起因する病気や不純物を取り除くことから始める。ヨーガ行者が音を形成している時、行者の心が他の存在に逸れない事が重要である。
ナーダ・ヨーガを中心に音を精神的変換した集団が「ジョスマニー」である。ジョスマニーはサントの伝統として認識されており、スリ・ヴァイスナヴァ・バクティの伝統とナース・ヨーガの伝統を混ぜたものである。ヨーガは「個人と社会の変化」の為に用いられる(ティマルシナ202)。ジョスマニーの精神的冒険はクンダリとナーダ・ヨーガの実践を連結する。
西方では、エドワード・サリム・マイケルが細かい指示や忠告を著書の「the Law of attention, Nada Yoga and the way of inner vigilance」(集中の法、ナーダ・ヨーガと内部警戒の方法)で記している。タイ森林派のアジャーン・スメドゥホはこの内部音の実践も教えている。
また、日本ではNADA YOGA JAPAN / 日本ナーダヨガ協会が、北インド古典音楽を基軸にしながら、そのソースをサーマヴェーダに置き、音や音楽だけではなく「心技体」幅広くヨーガとて捉え、研究している。また、NADA YOGA指導者養成コースも行なっており、その分野の発展に貢献している。しかし、まだまだ日本人レベルである。

## 文献

### 一次資料
- ナーダ・ビンドゥー・ウパニシャッド
- シュランガマ経典

シュランガマ経典はマハーヤナー経典で中国仏教のチャン学校で用いられる主要教科書の1つである。シュランガマ経典では聖観音が「微妙な内部音に集中する事で悟りを開いた」と述べている。ブッダは聖観音を讃え、これが最良の道と言っている。

### 二次資料

#### 密教
1. ジャムゴン・コングトゥルル(1813年～1899年)はゾクチェンの秘儀の重要な模範の要点である「音、光、光線」(Wylie: sgra 'od zer gsum)と、伝統的密教の真言、特に(2005: p. 431)「原始音」(ナーダ)とその意味領域を特定した。

根本的な不滅の偉大なる主要真髄(グドドゥ・マーイ・ミ・シグス・パーイ・シグ・レ・チェン・ポ)は、全ての廻る命(輪廻)と完全なる平和(涅槃)の根本である。始まりや終わりが無い為原始的(グドドゥ・マ)である。不可分である為不滅(ミ・シグス・パ)である。様々な存在に浸透する為主要真髄(シグ・レ)である。取り込めないものが無い為偉大(チェン・ポ)である。根本的な不滅の偉大なる真髄には数えきれない程の同意語がある。例えば、「偉大なる印」(プヒャグ・ルギャ・チェン・ポ、マハームドゥラー)や「偉大なる私服」(ブデ・バ・チェン・ポ、マハースクハ)、「原始的な音」(ナーダ)、「全てに浸透する空間の金剛杵」(ムクハ・クヒャブ・ナム・ムクハーイ・ルド・ルジェ)、「ありふれた気付き」(サ・マル・シェス・パ)、「素朴な気付きの経路」(イェ・シェス・キイ・ルトゥサ)、「素朴な気付きの風」(イェ・シェ・キイ・ルルング)、「無敵のハム」(グジョム・メドゥ・キイ・ハム)、「無敵の主要真髄」(グジョム・メドゥ・キイ・シグ・レ)、「悟りの神髄」(スガタガルブハ)、「卓絶した智慧」(シェ・ラブ・プハー・プヒーン、プラジュナー・パーラミター)等である。(CPR, f. 29a3-b2).

この引用は有名なシェジャ・ドゥゾや「知識の宝庫」(チベット文字：ཤེས་བྱ་མཛོད; ワイリー方式：shes bya mdzod)から来ており、広く博学で膨大な仕事はジャムゴン・コングトゥルルが行った。
2.大成就者のヴィナパ(音楽家)は胎内の音を通して黙想する事で大手印を獲得した。
忍耐と献身を伴う

私はヴィナの逸脱した感情を習得した。

しかし胎内の打たない音を練習していると、

私、ヴィナパは自分を失った。

彼が「胎内の打たない音」を習得して楽器の純粋音の不明瞭な認識の判決や比較、批判概念の根絶を聞き取れるようになった事は、履行過程の達成である。打たない音は沈黙の音であり、聴覚上の空白状態と同義である。全てが調和し、もしくは調和を待っている音は完全な音である。この無音を失うと、自己感覚は無限に空虚に放散される。